# Casa de Miguel Hidalgo (La Francia Chiquita)
La Francia Chiquita o Museo Histórico Casa de Hidalgo es un recinto museográfico ubicado en San Felipe, Guanajuato. Perteneciente a la arquitectura civil del siglo XVIII.

## Historia
Se dice que el 2 de febrero de 1792 el llamado "padre de la Patria", Miguel Hidalgo renunció a ser tanto rector, tesorero y también catedrático de teología en el conocido Colegio de San Nicolás de Valladolid para después partir hacia el estado de Colima a servir al curato que era un cargo que pertenecía a un cura. 
Miguel Hidalgo cuidó la parroquia, entonces incluida en la Intendencia de Michoacán, desde el 10 de marzo hasta 26 de noviembre del mismo año.

## Características
Hoy en día el recinto está dividido de la calle a la huerta, por lo que es tanto parte particular como museo (público) y actualmente esta
edificación forma parte de la "Ruta de la Independencia". Todos los pertecencientes a ésta, fueron renovados por el Instituto Nacional de Antropología e Historia para celebrar el Bicentenario del inicio de la lucha de 1810.

## Temáticas
- San Felipe: Fundación de un lugar en la ruta de la plata.
- Arribo y estancia de Miguel Hidalgo en San Felipe
- En busca de un futuro en el Bajío: Párroco de indios y españoles.
- La Francia Chiquita.
- Molière: Música y escenografía en casa.